# Episodi di Adelheid und ihre Mörder (terza stagione)
La terza stagione della serie televisiva Adelheid und ihre Mörder è stata trasmessa in anteprima in Germania da Das Erste tra il 3 ottobre 2000 e il 9 gennaio 2001.
| nº | Titolo originale           | Titolo italiano | Prima TV Germania | Prima TV Italia |
| -- | -------------------------- | --------------- | ----------------- | --------------- |
| 1  | Psychoterror               | inedito         | 3 ottobre 2000    | inedito         |
| 2  | Todesarie                  | inedito         | 10 ottobre 2000   | inedito         |
| 3  | Manege frei für Mord       | inedito         | 17 ottobre 2000   | inedito         |
| 4  | Ein paar Volt zuviel       | inedito         | 24 ottobre 2000   | inedito         |
| 5  | Blütenzauber               | inedito         | 31 ottobre 2000   | inedito         |
| 6  | Urlaub vom Tod             | inedito         | 7 novembre 2000   | inedito         |
| 7  | Geld stinkt                | inedito         | 14 novembre 2000  | inedito         |
| 8  | Rundum sorglos e.V.        | inedito         | 28 novembre 2000  | inedito         |
| 9  | Tod in h-Moll              | inedito         | 5 dicembre 2000   | inedito         |
| 10 | Glas in Gelee              | inedito         | 12 dicembre 2000  | inedito         |
| 11 | Der Ruf des Blutes         | inedito         | 19 dicembre 2000  | inedito         |
| 12 | Das Verhör                 | inedito         | 2 gennaio 2001    | inedito         |
| 13 | Ein Ständchen für Heimeran | inedito         | 9 gennaio 2001    | inedito         |